# 22579 Марсіігер
22579 Марсіігер (22579 Marcyeager) — астероїд головного поясу, відкритий 21 квітня 1998 року.
Тіссеранів параметр щодо Юпітера — 3,523.